# Ellen Baker
Ellen Louise Shulman Baker (Fayetteville, 27 april 1953) is een Amerikaans voormalig ruimtevaarder. Bakers eerste missie was STS-34 met de spaceshuttle Atlantis en vond plaats op 18 oktober 1989. Tijdens de missie werd de Galileo-sonde gelanceerd die onderzoek moest gaan doen naar Jupiter en zijn manen.
Baker maakte deel uit van NASA Astronautengroep 10. Deze groep van 17 ruimtevaarders begon hun training in 1984 en had als bijnaam The Maggots.
In totaal heeft Baker drie ruimtevluchten op haar naam staan, waaronder een missie naar het Russische ruimtestation Mir. In 2011 verliet zij NASA en ging zij als astronaut met pensioen.